# Хара-Кутул
Хара́-Куту́л (бур. Хара Хүтэл) — посёлок в Заиграевском районе Бурятии. Входит в сельское поселение «Верхнеилькинское».

## География
Посёлок является самым восточным населённым пунктом Заиграевского района (3 км от границы с Кижингинским районом). Расположен на высоте 806 м над уровнем моря на левом берегу реки Ильки, в 1 км к югу от Кижингинского тракта — части региональной автодороги 03К-010. Находится в 33 км к востоку от центра сельского поселения — села Ташелан и в 84 км от районного центра — пгт Заиграево.

## История
Возник в начале 1950-х годов как лесоучасток Хандагатайского леспромхоза в местности Хара Хүтэл (бур. хара — «чёрный» и бур. хγтэл — «невысокий перевал, перекат»). До закрытия предприятия в 1990-х годах через посёлок проходила Хандагатайская узкоколейная железная дорога (в начале XXI века разобранная), по которой отправлялась древесина на станцию Новоильинск на Транссибирской магистрали. В советское время посёлок застраивался жилыми домами, объектами инфраструктуры, хорошо обеспечивался продовольственными и промышленными товарами. После ликвидации леспромхоза, с распадом СССР, произошёл отток населения. Ныне жители заняты подсобным хозяйством и, частично, лесозаготовками.

## Население
| 2002 | 2006 | 2010 |
| ---- | ---- | ---- |
| 271  | ↘237 | ↘181 |